# PAS Giannina
PAS Giannina F.C. (Grieks: Πανηπειρωτικός Αθλητικός Σύλλογος Γιάννινα, Panipeirotikos Athlitikos Syllogos Giannina, oftewel Pan-Epirusische gymnastiekvereniging van Giannina) is een voetbalclub uit Ioannina, de hoofdstad van de Griekse regio Epirus. PAS ontstond in 1966 als gevolg van een fusie van twee lokale ploegen. De clubkleuren zijn wit en blauw.
PAS Giannina werd in 1976, 1978 en 2013 vijfde in de Alpha Ethniki c.q. Super League, het beste resultaat in de clubgeschiedenis.

## Erelijst
- Beta Ethniki

1974, 1985, 2002

## Eindstanden
| 6 |

| 10 |

| 5 |

| 7 |

| 13 |

| 13 |

| 2 |

| 1 |

| 9 |

| 5 |

| 11 |

| 5 |

| 14 |

| 6 |

| 11 |

| 14 |

| 9 |

| 15 |

| 1 |

| 13 |

| 16 |

| 12 |

| 4 |

| 3 |

| 18 |

| 14 |

| 10 |

| 5 |

| 8 |

| 12 |

| 16 |

| 1 |

| 4 |

| 3 |

| 13 |

| 1 |

| 16 |

| 14 |

| 2 |

| 2 |

| 5 |

| 4 |

| 2 |

| 15 |

| 2 |

| 8 |

| 5 |

| 11 |

| 6 |

| 6 |

| 9 |

| 9 |

| 14 |

| 1 |

| 10 |

| 6 |

| 9 |

| 14 |

| 3 |

| Super League Alpha Ethniki | Super League 2 Beta Ethniki | Gamma Ethniki |

Tot 2006 stond de hoogste divisie bekend als Alpha Ethniki. Het 2e niveau staat sinds 2010 bekend als Football League en sinds 2019 als Super League 2.  Het 3e niveau kende  van 2019-2021  de naam Football League.

## PAS Giannina in Europa
#Q = #kwalificatieronde, T/U = Thuis/Uit, W = Wedstrijd, PUC = punten UEFA coëfficiënten .
Uitslagen vanuit gezichtspunt PAS Giannina
| Seizoen | Competitie    | Ronde | Land               | Club    | Totaalscore | 1e W    | 2e W       | PUC |
| ------- | ------------- | ----- | ------------------ | ------- | ----------- | ------- | ---------- | --- |
| 2016/17 | Europa League | 2Q    | Vlag van Noorwegen | Odds BK | 4-3         | 3-0 (T) | 1-3 nv (U) | 1.0 |
|         |               | 3Q    | Vlag van Nederland | AZ      | 1-3         | 0-1 (U) | 1-2 (T)    | 1.0 |

Zie ook
- Deelnemers UEFA-toernooien Griekenland
- Ranglijst van alle clubs die in de diverse Europa Cups zijn uitgekomen

## Bekende (ex-)spelers
| - Ibrahima Bakayoko - Christos Bourbos - Ismaël Bouzid - Patrick Dimbala - Karim Fegrouche - Nikolaos Georgeas - Lasja Jakobia - Marcelo Lipatín | - Konstantinos Loumpoutis - Daan Rienstra - Carlos Ruiz - Giourkas Seitaridis - Nikos Spiropoulos - Charlton Vicento - Foto Strakosha - Dennis van Wijk - Tomás De Vincenti |

## Bekende (ex-)trainers
- Stéphane Demol
- Ab Fafié